# Walpole n.º 92
Walpole n.º 92 es un municipio rural canadiense situado en la provincia de Saskatchewan.

## Superficie
Walpole n.º 92 tiene una superficie de 832,36 km².

## Demografía
En 2021, tenía 292 habitantes, una densidad poblacional de 0,4 hab./km², y 135 viviendas.